# Leopold Koburg-Koháry
Leopold Franciszek Juliusz Koburg-Koháry, niem. Leopold Franz Julius von Sachsen-Coburg und Gotha-Koháry (ur. 31 stycznia 1824 w Wiedniu, zm. 20 maja 1884 tamże) – niemiecki wojskowy w służbie austriackiej, generał major; arystokrata, tytularny książę, członek katolickiej linii dynastii koburskiej, mecenas teatru.

## Życiorys
Urodził się jako trzeci syn z czworga dzieci Ferdynanda Jerzego Koburga (1785–1851), generała kawalerii oraz jego żony Marii Antoniny Koháry (1897–1862). Miał starsze rodzeństwo: siostrę Wiktorię Franciszkę (1822–1857) oraz dwóch braci, Ferdynanda Augusta (1816–1885) i Augusta Wiktora (1818–1881). W 1842 wstąpił do służby w armii austriackiej. W 1845 regentka Hiszpanii Maria Krystyna Burbon-Sycylijska zaproponowała aranżację małżeństwa Leopolda z królową Izabelą II. Spotkało się to jednak z ostrym protestem Ludwika Filipa I, zabiegającego o zwiększenie wpływów dynastii orleańskiej w Hiszpanii.
23 kwietnia 1861 w Wiedniu zawarł związek małżeński z Konstancją Geiger (1835–1890), kompozytorką i aktorką. Związek ten został uznany za morganatyczny, gdyż ojciec Konstancji, Josepha Geiger wywodził się z rodziny mieszczańskiej. W 1862 książę koburski Ernest II zaliczył Konstancję w poczet szlachty saskiej nadając jej tytuł pani von Ruttenstein i zobowiązał Leopolda Koburga do utworzenia nowego rodu z wyłączeniem praw dynastycznych. Małżeństwo miało jedynego syna Franza (1860–1899).
Poza służbą wojskową, którą Leopold Koburg traktował jako źródło utrzymania, w pełni poświęcił się mecenatowi kultury. Za pośrednictwem żony zaprzyjaźnił się z Johannem Straussem, który wprowadził go do kręgów artystycznych Wiednia. Kompozytor zadedykował księciu jeden ze swoich walcy (Świerszczy dwór, op. 247). Leopold nawiązał bliskie kontakty towarzyskie m.in. z Sarah Bernhardt, Josefine Gallmeyer (1838–1884), Coquelinem (1841–1909) i Alexandrem Giradim (1850–1918), których wspierał finansowo.
Zmarł w 1884. Został pochowany na Cmentarzu Glockenberg w Coburgu.

## Odznaczenia
- Kawaler Krzyża Wielkiego Orderu Ernestyńskiego (marzecz 1842)
- Kawaler Krzyża Wielkiego Orderu Wieży i Miecza (19 czerwca 1843)
- Kawaler Orderu Leopolda na Wielkiej Wstędze z Mieczami (3 maja 1850)

## Genealogia
| Prapradziadkowie                  | ks. Saksonii-Koburg-Saalfeld Franciszek Jozjasz (1697–1764) ∞1723 Anna Zofia Schwarzburg-Rudolstadt (1700–1780) | ks. Brunszwiku-Lüneburga Ferdynand Albert II (1680–1735) ∞1712 Antonina Amalia z Brunszfiku-Wolfenbüttel (1696–1762) | hr. Reuss-Ebersdorf Henryk II (1699–1747) ∞1721 Zofia z Castell-Remlingen (1703–1777)         | hr. Erbach-Schönberg Jerzy August (1691–1758) ∞1719 Ferdynanda z Stolberg-Gedern (1699–1750)  | András József Koháry (1694–1757) ∞ok. 1720 Margareta Therese Thavonath (ok. 1700–?)   | N. Caviriani ∞? N.N.                                                                  | František Josef Waldstein-Wartenberg (1709–1771) ∞1729 Marie Františka Trauttmansdorff (1704–1757) | Anton Corfiz von Ulfeldt (1699–1760) ∞1743 Marie Alžběta Lobkovic (1726-1786)          |
| Pradziadkowie                     | ks. Saksonii-Koburg-Saalfeld Ernest Fryderyk (1724–1800) ∞1749 Zofia z Brunszfiku-Wolfenbüttel (1724–1802)      | ks. Saksonii-Koburg-Saalfeld Ernest Fryderyk (1724–1800) ∞1749 Zofia z Brunszfiku-Wolfenbüttel (1724–1802)           | hr. Reuss-Ebersdorf Henryk III (1724–1779) ∞1754 Karolina z Erbach-Schönberg (1727–1796)      | hr. Reuss-Ebersdorf Henryk III (1724–1779) ∞1754 Karolina z Erbach-Schönberg (1727–1796)      | Ignác József Koháry (1726–1777) ∞ok. 1750–1760 Maria Gabriella Cavriani (1736–1803)   | Ignác József Koháry (1726–1777) ∞ok. 1750–1760 Maria Gabriella Cavriani (1736–1803)   | Jiří Kristián Waldstein-Wartenberg (1743-1791) ∞1765 Elisabeth von Ulfeldt (1747–1791)             | Jiří Kristián Waldstein-Wartenberg (1743-1791) ∞1765 Elisabeth von Ulfeldt (1747–1791) |
| Dziadkowie                        | ks. Saksonii-Koburg-Saalfeld Franciszek (1750–1806) ∞1776 Augusta Reuss-Ebersdorf (1757–1831)                   | ks. Saksonii-Koburg-Saalfeld Franciszek (1750–1806) ∞1776 Augusta Reuss-Ebersdorf (1757–1831)                        | ks. Saksonii-Koburg-Saalfeld Franciszek (1750–1806) ∞1776 Augusta Reuss-Ebersdorf (1757–1831) | ks. Saksonii-Koburg-Saalfeld Franciszek (1750–1806) ∞1776 Augusta Reuss-Ebersdorf (1757–1831) | Ferenc József Koháry (1767–1826) ∞1792 Maria Antonia Waldstein-Wartenberg (1771–1854) | Ferenc József Koháry (1767–1826) ∞1792 Maria Antonia Waldstein-Wartenberg (1771–1854) | Ferenc József Koháry (1767–1826) ∞1792 Maria Antonia Waldstein-Wartenberg (1771–1854)              | Ferenc József Koháry (1767–1826) ∞1792 Maria Antonia Waldstein-Wartenberg (1771–1854)  |
| Rodzice                           | Ferdynand Jerzy Koburg (1785–1851) ∞1815 Maria Antonina Koháry (1797–1862)                                      | Ferdynand Jerzy Koburg (1785–1851) ∞1815 Maria Antonina Koháry (1797–1862)                                           | Ferdynand Jerzy Koburg (1785–1851) ∞1815 Maria Antonina Koháry (1797–1862)                    | Ferdynand Jerzy Koburg (1785–1851) ∞1815 Maria Antonina Koháry (1797–1862)                    | Ferdynand Jerzy Koburg (1785–1851) ∞1815 Maria Antonina Koháry (1797–1862)            | Ferdynand Jerzy Koburg (1785–1851) ∞1815 Maria Antonina Koháry (1797–1862)            | Ferdynand Jerzy Koburg (1785–1851) ∞1815 Maria Antonina Koháry (1797–1862)                         | Ferdynand Jerzy Koburg (1785–1851) ∞1815 Maria Antonina Koháry (1797–1862)             |
| Leopold Koburg-Koháry (1824–1884) | | |                                                                                               |                                                                                               |                                                                                       |                                                                                       | |                                                                                        |